# Kalendarium historii Niemieckiej Republiki Demokratycznej

Flaga Niemieckiej Republiki Demokratycznej

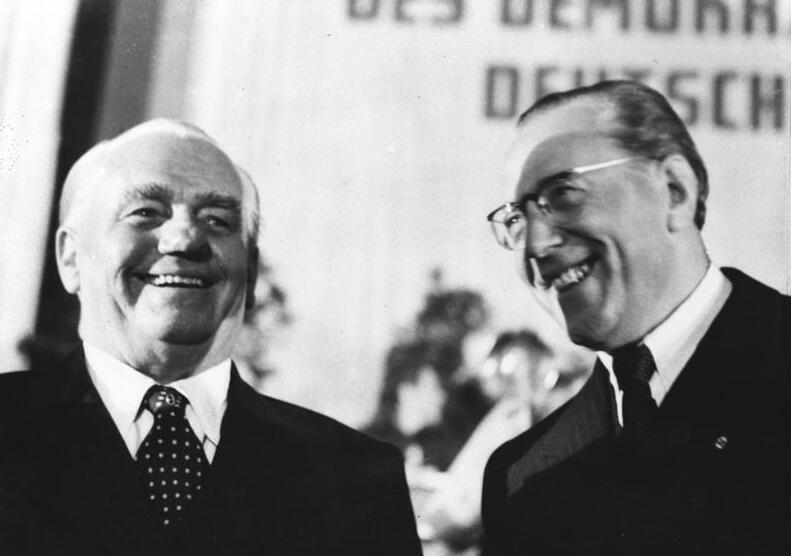
Przywódcy NRD: prezydent Wilhelm Pieck i premier Otto Grotewohl, 1949

Kalendarium historii Niemieckiej Republiki Demokratycznej – uporządkowany chronologicznie wykaz dat i wydarzeń z historii Niemieckiej Republiki Demokratycznej.

## Czasy sprzed proklamowania Niemieckiej Republiki Demokratycznej
- 8 maja 1945 – III Rzesza ogłosiła bezwarunkową kapitulację[1]
- 1946 – powstała Socjalistyczna Partia Jedności Niemiec (SED)[2]
- 1948–1949 – blokada Berlina[3]
- 21 września 1949 – powstała Republika Federalna Niemiec[1]
- 7 października 1949 – proklamowano Niemiecką Republikę Demokratyczną[1]

## Początki NRD

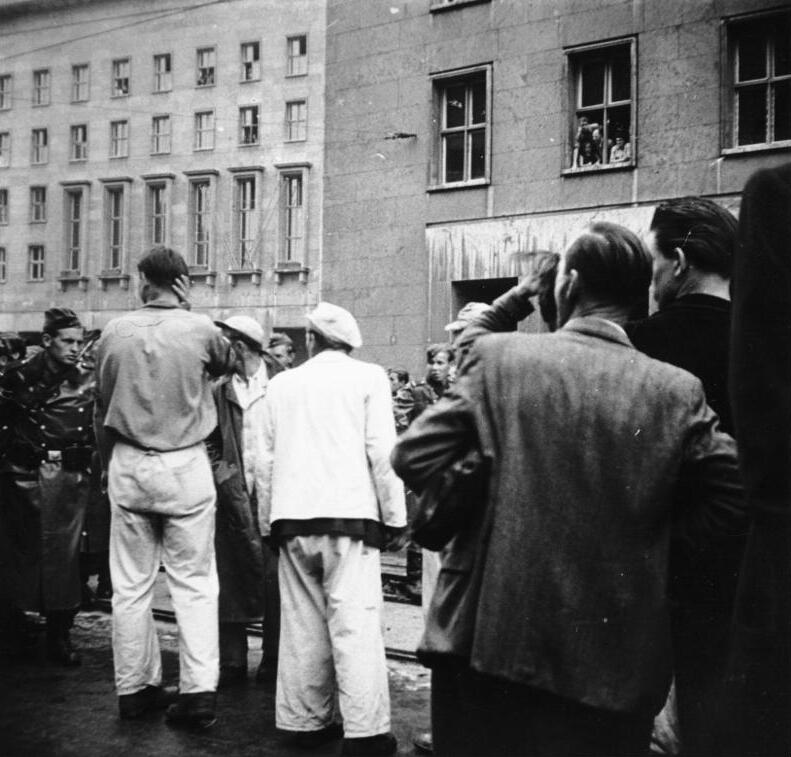
Protesty robotników w 1953

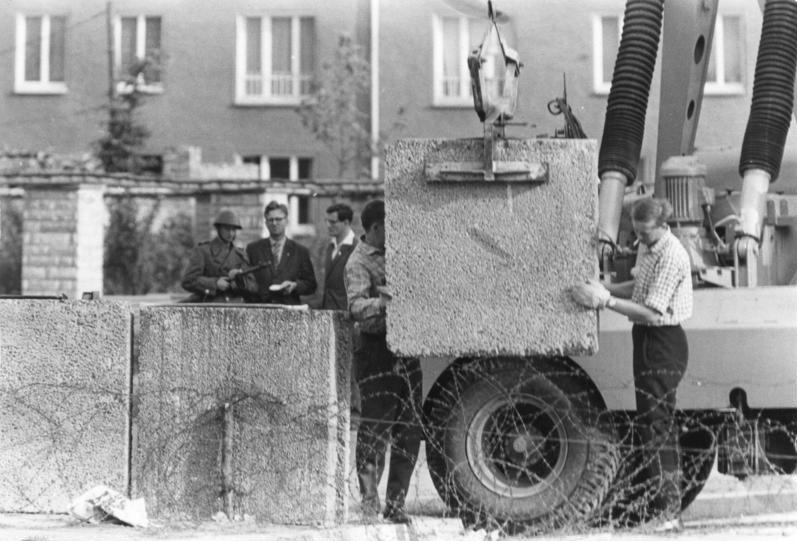
Budowa muru berlińskiego

- 12 października 1949 – NRD przyjęło nową konstytucję[1]
- 1950 – Niemiecka Republika Demokratyczna została członkiem RWPG[1]
- 16 czerwca 1953 – w wyniku kryzysu gospodarczego doszło do strajku generalnego obejmującego ok. 600 zakładów pracy[4]
- 17 czerwca 1953 – protesty robotników w Berlinie Wschodnim zostały krwawo stłumione przez wojsko[4]
- 20 września 1955 – NRD weszła w skład Układu Warszawskiego
- 1957 – na czele resortu bezpieczeństwa NRD stanął Erich Mielke[5]
- 12–13 sierpnia 1961 – budowa muru berlińskiego[1]
- październik 1961 – przy przejściu granicznym Checkpoint Charlie naprzeciw siebie stanęły czołgi amerykańskie i radzieckie. W ostatniej chwili nie zdecydowano się na otwartą walkę[6]
- 1963 – ministrem oświaty została Margot Honecker[3]
- grudzień 1970 – podpisano Układ o podstawach stosunków między NRD i RFN[7]
- 1971 – na czele Niemieckiej Socjalistycznej Partii Jedności stanął Erich Honecker[8]

## Epoka Honeckera

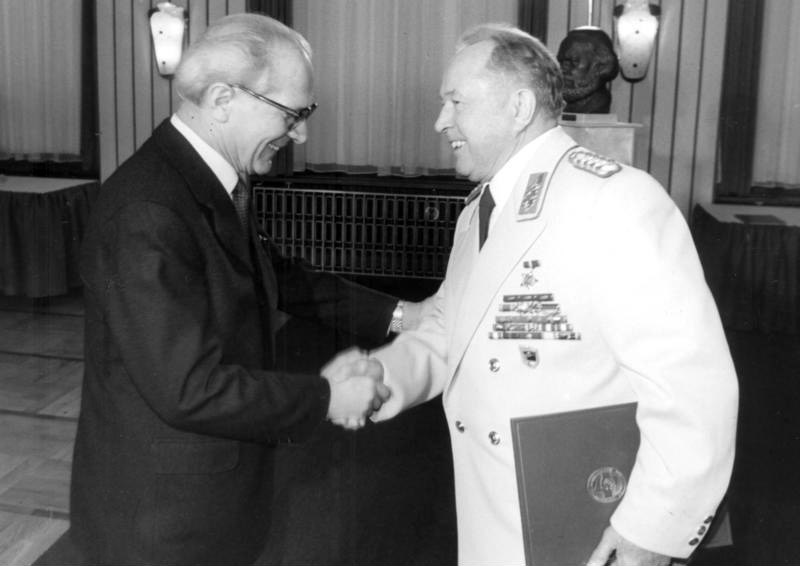
Uroczystość 30-lecia MBP NRD (1980): Erich Honecker wraz z Erichem Mielke

- 1973 – w życie wszedł Układ o podstawach stosunków między NRD i RFN[7]
- 1973 – Republika Federalna Niemiec i Niemiecka Republika Demokratyczna weszły do ONZ[7]
- 22 sierpnia 1976 – pastor Oskar Brüsewitz dokonał samospalenia[8]
- 1976 – bard Wolf Biermann został pozbawiony prawa powrotu do kraju[8]
- październik 1977 – zamieszki w Berlinie[8]
- grudzień 1985 – powołano „Inicjatywę na rzecz pokoju i praw człowieka”, która stała się główną siłą opozycji[8]
- 1986 – w centrum Berlina postawiono pomnik Marksa i Engelsa[9]
- 17 stycznia 1988 – w Berlinie zorganizowano manifestację przeciwko rządom komunistycznym[8]

## Obalenie rządów komunistycznych

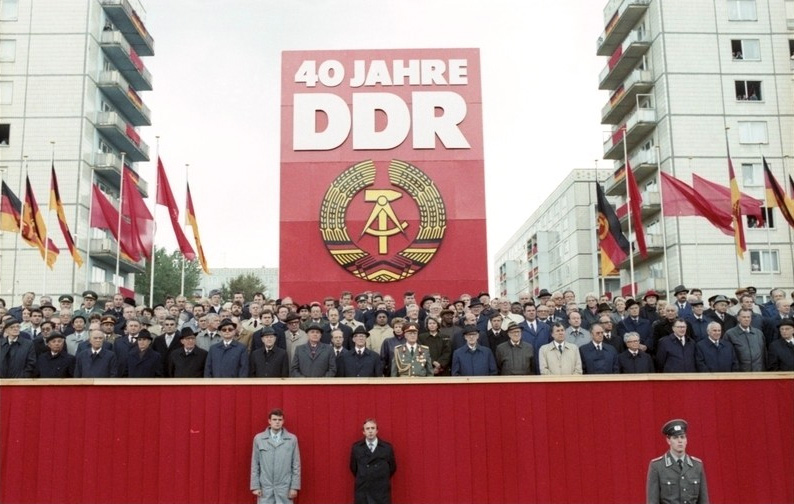
Obchody 40-lecia NRD

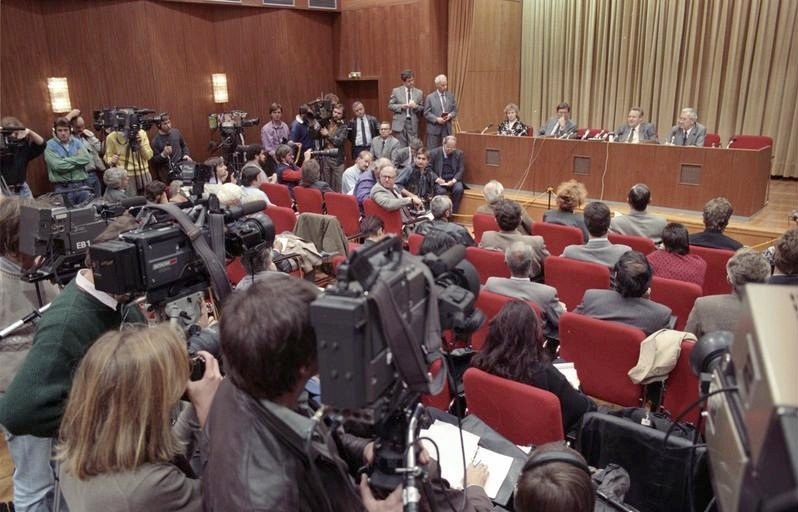
Konferencja prasowa z udziałem Güntera Schabowskiego 9 listopada 1989

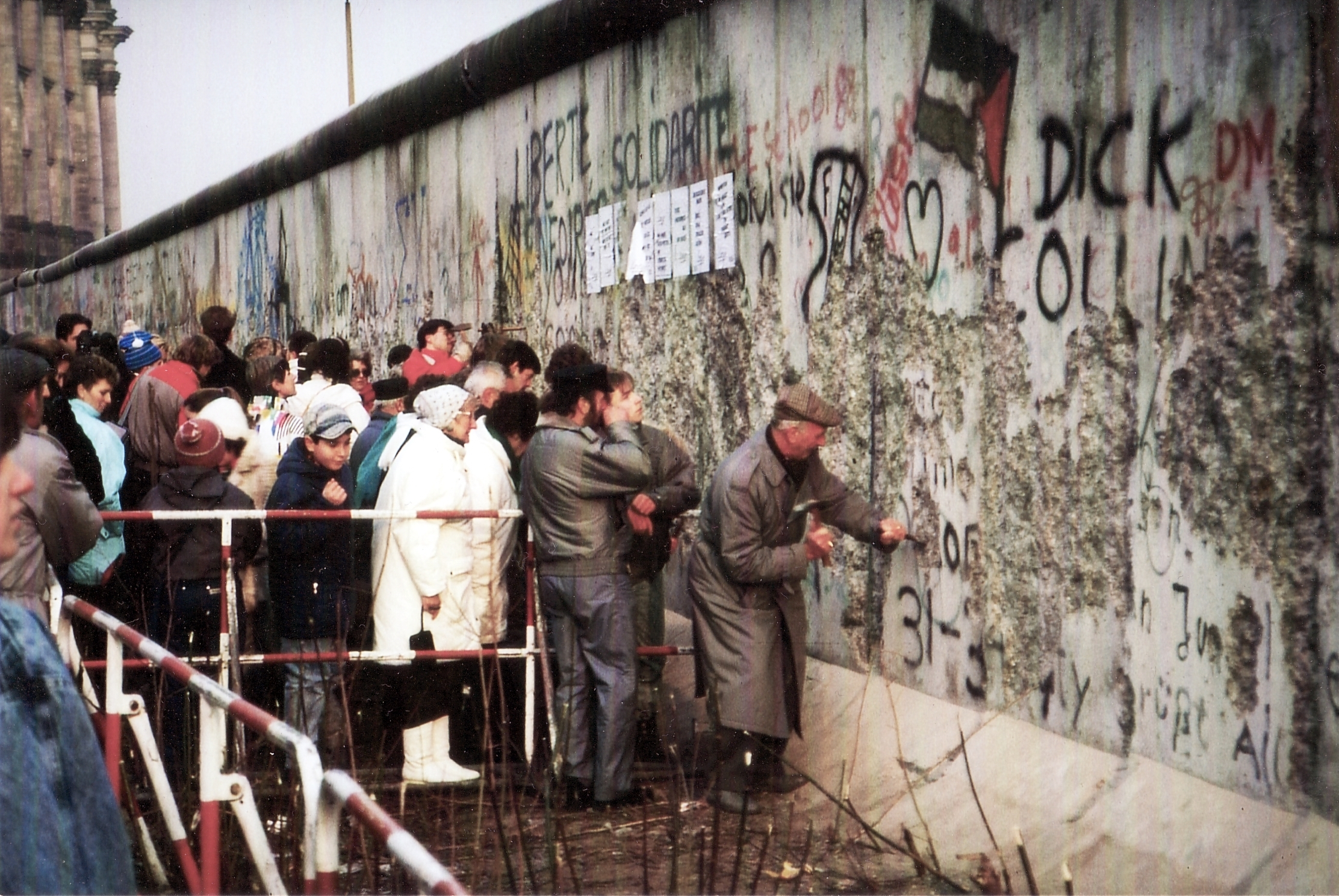
Mieszkańcy Berlina Zachodniego przy mocno zniszczonym murze w pobliżu Reichstagu w końcu 1989

- styczeń 1989 – przeprowadzono manifestację w Lipsku[8]
- 5 lutego 1989 – podczas próby ucieczki zginął Chris Gueffroy, ostatnia ofiara straży granicznej NRD[10]
- marzec 1989 – przeprowadzono manifestację w Lipsku[8]
- 7 maja 1989 – przeprowadzono wybory samorządowe. W wyniku wezwania opozycji około 100 tys. osób zapowiedziało bojkot wyborów[8]
- 4 czerwca 1989 – w wyniku masakry protestujących na placu Tian’anmen odbyły się manifestacje w Berlinie i w Lipsku[8]
- październik 1989 – władze NRD zgodziły się na przetransportowanie licznych uchodźców ubiegających się o azyl w Warszawie, Pradze i Budapeszcie do RFN przez Niemcy Wschodnie. W Dreźnie tysiące osób próbowało dostać się do pociągów, w wyniku czego doszło do zamieszek[8]
- 2 października 1989 – w manifestacjach w Lipsku uczestniczyło ok. 20 tys. osób[8]
- 7 października 1989 – 40. rocznica powstania Niemieckiej Republiki Demokratycznej[8]
- 16 października 1989 – w manifestacjach w Lipsku uczestniczyło ok. 120 tys. osób[8]
- 17 października 1989 – Biuro Polityczne KC SED odwołało Honeckera i jego najbliższych współpracowników[8]
- 18 października 1989 – Erich Honecker został oficjalnie odwołany. Jego miejsce zajął Egon Krenz[8]
- 27 października 1989 – Egon Krenz objął funkcję przewodniczącego Rady Państwa[8]
- 4 listopada 1989 – ok. 700 tys. osób uczestniczyło w manifestacjach w Berlinie[8]
- 8 listopada 1989 – zalegalizowano Nowe Forum[8]
- 8 listopada 1989 – Biuro Polityczne KC SED podało się do dymisji. Zapowiedziano zmianę rządu i powołanie Hansa Modrowa na stanowisko premiera[8]
- 9 listopada 1989 – zalegalizowano swobodną emigrację do RFN[8]
- 9 listopada 1989 – upadł mur berliński[1]

## Rozmowy w sprawie zjednoczenia Niemiec
- 22 listopada 1989 – Egon Krenz podjął rozmowy z opozycją[8]
- 7 grudnia 1989 – rozpoczęto rozmowy z opozycją podczas „okrągłego stołu”[8]
- 8 grudnia 1989 – podczas zjazdu SED wybrano nowe kierownictwo partii[8]
- 15 stycznia 1990 – protestujący zajęli kwaterę główną dawnego Ministerstwa Bezpieczeństwa Państwowego[8]
- 12 marca 1990 – zakończenie obrad „okrągłego stołu”[8]
- 18 marca 1990 – przeprowadzono wybory parlamentarne, które zwyciężyło CDU[8]
- 1 lipca 1990 – wszedł w życie układ unii gospodarczej, walutowej i społecznej pomiędzy RFN i NRD[8]
- 3 października 1990 – zjednoczenie Niemiec[1]